# Dom Petra Skalarja na Kaninu
Dom Petra Skalarja na Kaninu (2.260 m) je planinska postojanka v zahodnem delu Julijskih Alp, na slovenski strani Kaninskega pogorja. Stoji na razglednem mestu v zgornjem delu Kaninskih podov v neposredni bližini skalnatega stebra Konjca, imenovana po primorskem Slovencu - tigrovcu Ferdu Kravanji. Kočo, zgrajeno leta 1983, upravlja PD Bovec.
Prvotno kočo je tod nekoliko nižje od sedanje postavila že leta 1895 podružnica Nemško-avstrijskega društva iz Gorice. V obdobju med obema vojnama jo je prevzelo italijansko planinsko društvo iz Trsta, ki jo je obnovilo in povečalo, po drugi vojni pa je prešla v roke bovškega planinskega društva. Pogorela je na novo leto 1972.
V bližini koče je več kraških jam. Skalarjevo brezno, 400 metrov severozahodno, je med najglobljimi jamami v Sloveniji.

## Dostopi
- ¾h: od zgornje postaje gondolske žičnice,
- 6-7h: iz Bovca mimo Plužne in planine Na Pečeh.

## Prehod
- 3h: do Koče Celsa Gilbertija (1.850 m), čez Prevalo;

## Vzponi na vrhove
- 2h: Prestreljenik (2.499 m)
- 2½h: Visoki Kanin (2.587 m), čez Dolge prode,
- 2½h: Vrh Laške Planje (2.448 m).